# Supetarsko groblje s crkvom sv. Nikole i arheološko nalazište na poluotoku sv. Nikole
Supetarsko groblje s crkvom sv. Nikole i arheološko nalazište na poluotoku sv. Nikole nalazi se u Supetru na Braču, na adresi Šetalište put Banja.

## Opis
Na poluotočiću sv. Nikole koji se nalazi zapadno od supetarske luke smješteno je mjesno groblje oko istoimene crkvice. Na sjevernoj strani i dijelom u podmorju su ruševine većeg kasnoantičkog sklopa s ostacima bijelog mozaika. Crkva sv. Nikole kasnobarokna je građevina s izduženom četvrtastom apsidom koja je izvorno srednjovjekovna crkvica. Sjeverno i južno od apside su dva ranokršćanska sarkofaga s križevima u medaljonu i dugim križevima na poklopcu. Ističu se brojni nadgrobni spomenici s kraja 19. do 20-tih godina 20. stoljeća, rad bračkog kipara Ivana Rendića (1849. – 1932.) te mauzolej obitelji Petrinović rad Tome Rosandića (1878. – 1958.).

## Zaštita
Pod oznakom Z-6662 zaveden je kao nepokretno kulturno dobro - pojedinačno, pravna statusa zaštićena kulturnog dobra.

## Vanjske poveznice
|  | Zajednički poslužitelj ima još gradiva o temi Supetarsko groblje s crkvom sv. Nikole i arheološko nalazište na poluotoku sv. Nikole |